# Csepel-Csillagtelep
Csepel-Csillagtelep (2012 végéig Csillagtelep) Budapest egyik városrésze a XXI. kerületben, Csepelen.

## Fekvése
Határai északnyugatról indulva: a II. Rákóczi Ferenc útról letérve Akácfa utca, Radnóti Művelődési Ház mögött bevágva Nagykalapács utca, Szabadság utca délkelet felé a Jehova kongresszusi központig, Plútó utca, Krizantém utca, és a II. Rákóczi Ferenc úton visszatérve az Akácfa ltp.-hez.

## Története
A terület benépesülése 1911-ben kezdődött el. Névadója dr. Csillag Sándor ügyvéd volt, aki a felparcellázást lebonyolította. Egészen az 1930-as évekig nem kapcsolódott közvetlenül a település központjához, amíg Csepel-Erdőalja beépítési folyamata ki nem pótolta a hézagot.
Az Akácfa utcától délre fekvő területeken utcanévbokor-szerűen csillagászattal kapcsolatos nevekkel ellátott utcák sorakoznak. Itt a telepszerű beépítés első üteme 1955-1965 között tartott. (Itt kisebb alapterületű munkáslakások épültek jellemzően tégla és monoblokkos technológiák alkalmazásával.) A Nap utca panelházai 1983-1988 között készültek el a győri házgyár elemeiből. Az itteni kertvárosi rész építése párhuzamosan zajlott a lakótelep építésével. Tőle délebbre a szegedi házgyár elemeiből a paneles lakótelep (Rakéta utca, Krizantém utca) 1986-1990 között épült fel.
Csillagtelepet 2012 decemberében a Fővárosi Közgyűlés Csepel-Csillagtelep névre keresztelte át.

## Galéria

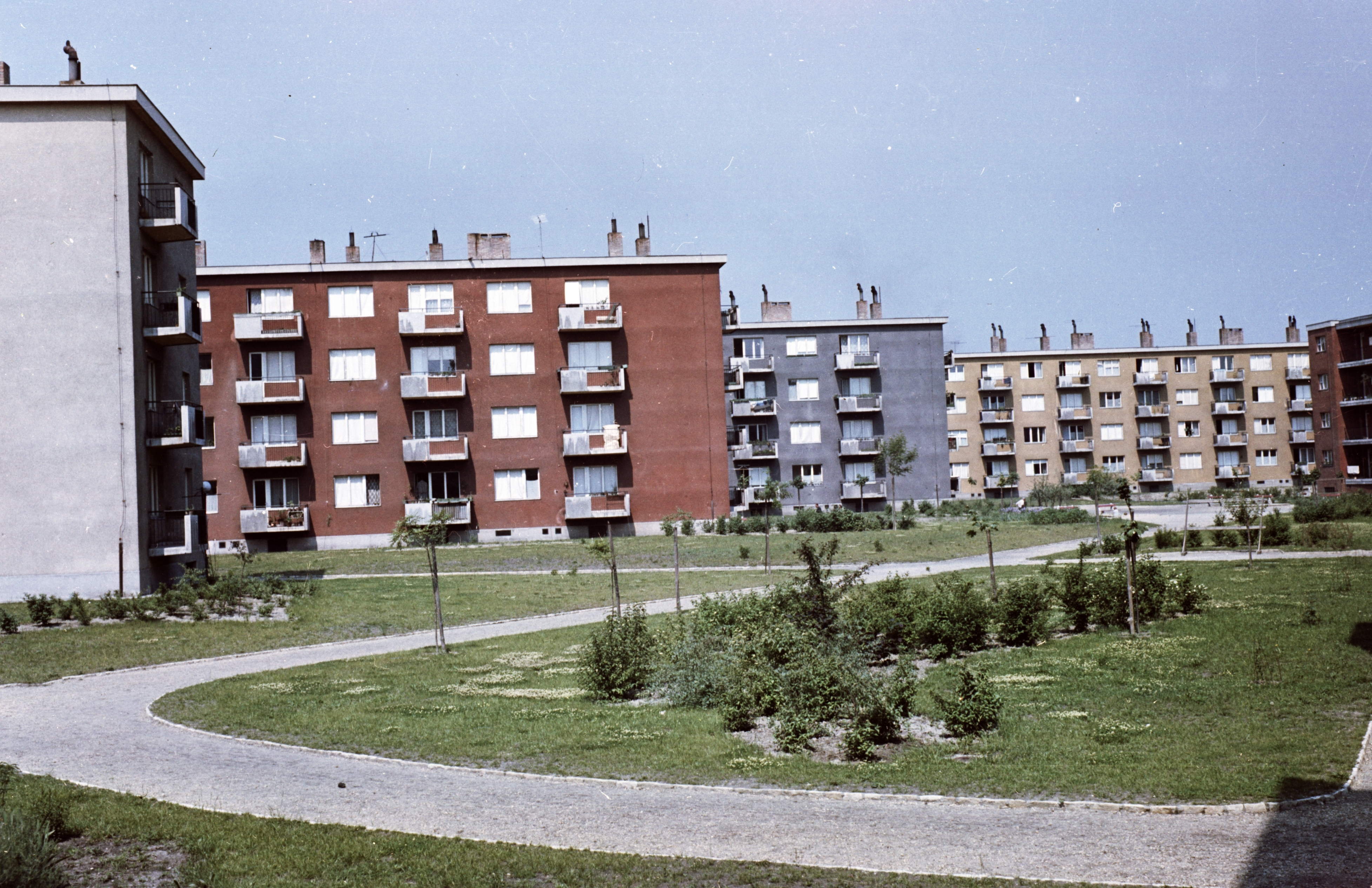
A frissen felépült lakótelep 1962-ben
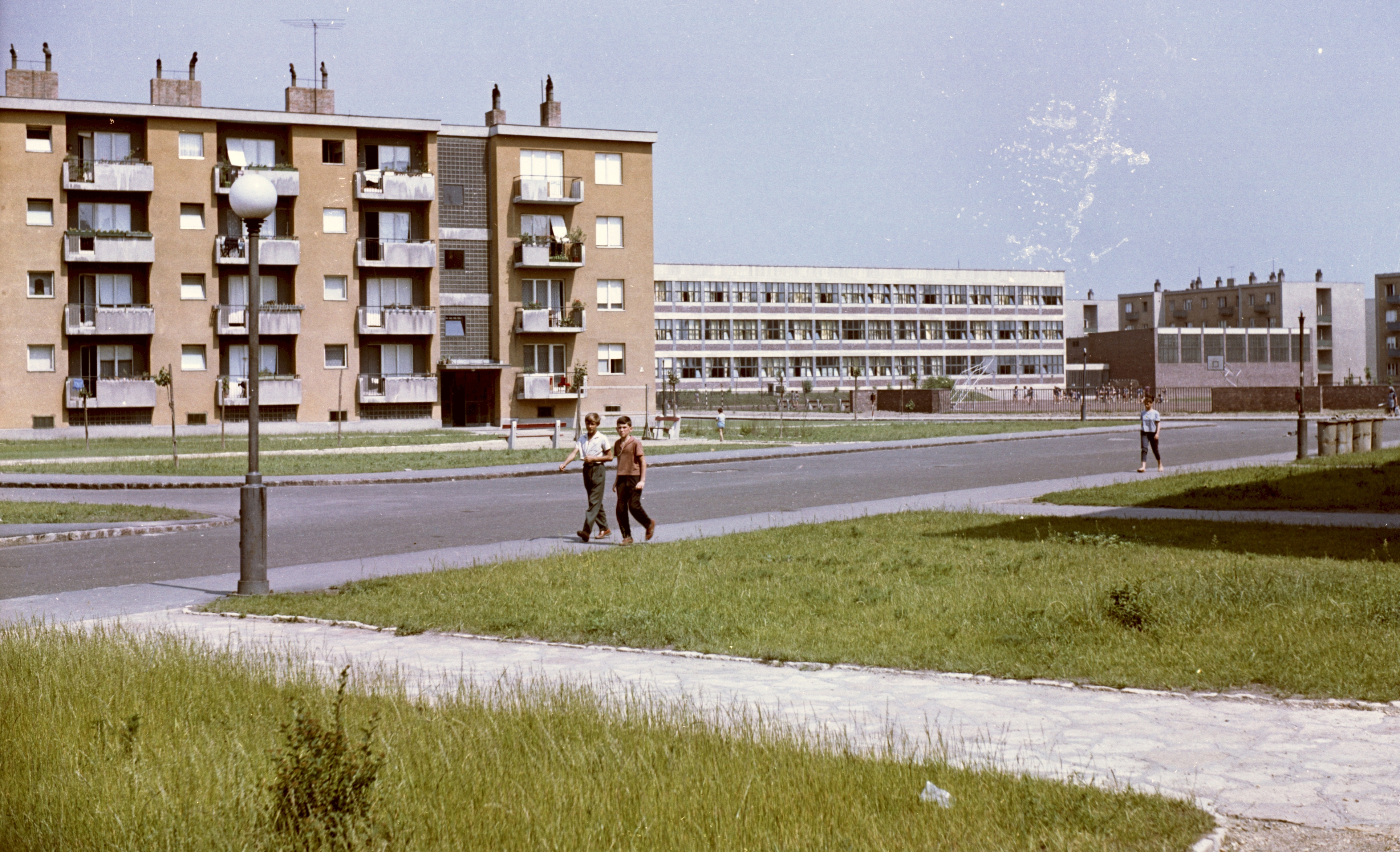
1968-ban
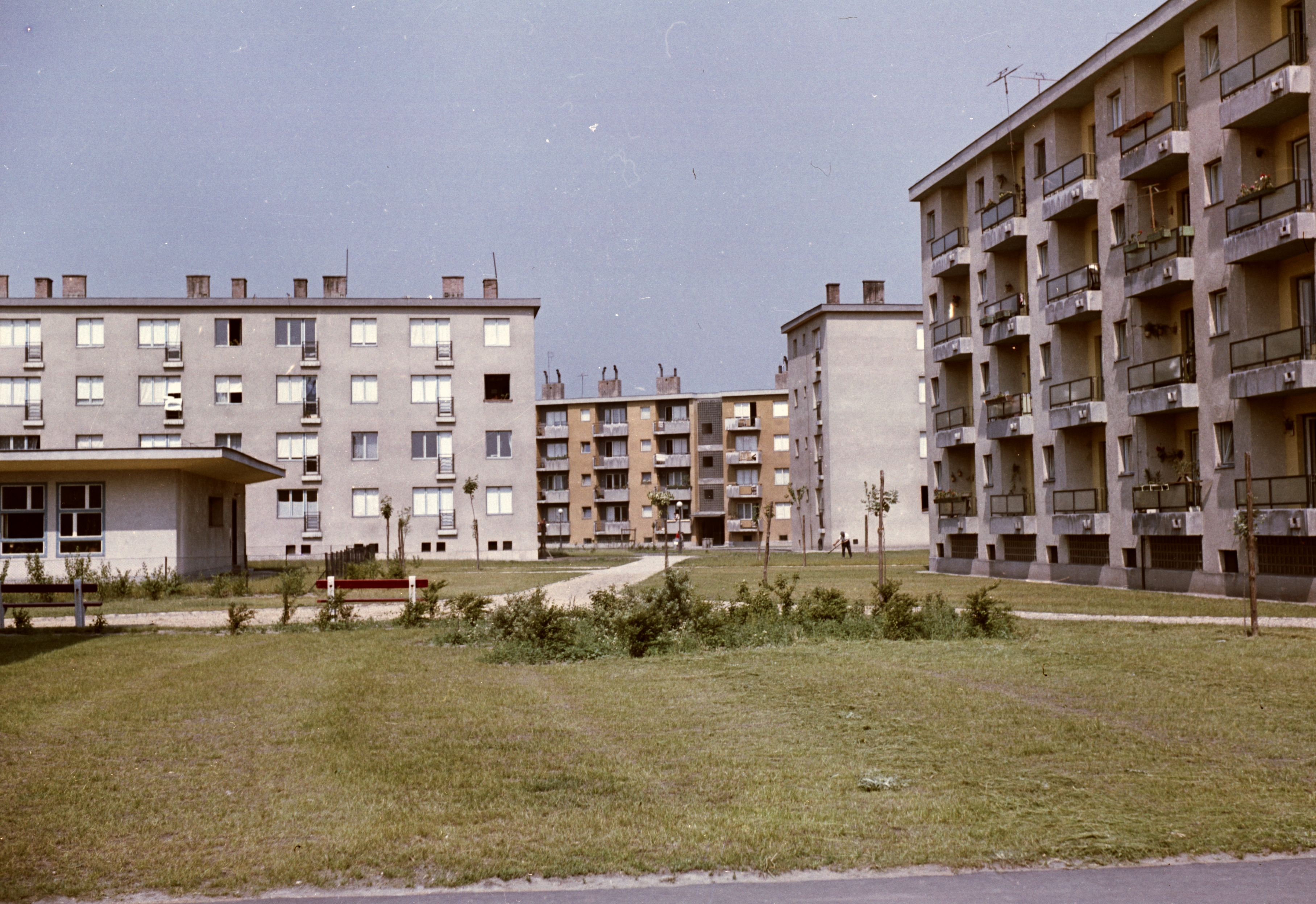
Szintén 1968-ban